# Vlada Tacenko
Vlada Volodymyrivna Tacenko (in ucraino Влада Володимирівна Таценко?; Luhans'k, 29 agosto 1999) è una tuffatrice ucraina.

## Biografia
E' allenata da Olga Polyakova.

## Palmarès
- Campionati europei di nuoto

Londra 2016: argento nella piattaforma 10 m sincro